# 庞弗里特
庞弗里特（英語：Pomfret）是位于美国纽约州肖托夸县的一个镇，地处肖托夸县中北部、敦刻尔克以南。2010年美国人口普查时，该镇有14965人。最早的定居者于1806年左右到达这里。1808年，庞弗里特镇从肖托夸镇分出，正式建立。